# Markus Huff
Markus Huff (* 27. August 1976 in Tettnang) ist ein deutscher Psychologe. Seit 2020 leitet er den Arbeitsbereich Angewandte Kognitionspsychologie an der Eberhard Karls Universität Tübingen und die Arbeitsgruppe Wahrnehmung und Handlung am Leibniz-Institut für Wissensmedien.

## Leben
Markus Huff studierte Psychologie an der Eberhard Karls Universität Tübingen (Diplom 2003), promovierte 2007 mit der Arbeit „Verbalisierungsprozesse bei dynamischen Szenen“ – welche 2007 mit dem Leibniz-Nachwuchspreis ausgezeichnet wurde – und habilitierte sich dort 2014. Im Jahr 2008 war er Visiting Scholar an der Washington University in St. Louis.
Von 2010 bis 2017 war er Juniorprofessor für Allgemeine Psychologie an der Universität Tübingen. Von 2017 bis 2019 leitete er die Abteilung für Forschungsinfrastrukturen am Deutschen Institut für Erwachsenenbildung in Bonn. Zum 1. Januar 2020 wurde er auf eine W3-Professur an die Universität Tübingen berufen. Neben der Leitung des Arbeitsbereichs Angewandte Kognitionspsychologie am Fachbereich Psychologie übernahm er am Leibniz-Institut für Wissensmedien (IWM) die Leitung der Arbeitsgruppe Wissensaustausch.
Von 2013 bis 2017 war Markus Huff Sprecher der Fachgruppe Medienpsychologie der Deutschen Gesellschaft für Psychologie.

## Forschung
Markus Huffs Forschungs- und Themenschwerpunkte umfassen die Wahrnehmung und das Handeln von Menschen in digitalen Umgebungen sowie die kognitive Verarbeitung von dynamischen Ereignissen und Filmen. Er beschäftigt sich zudem mit metawissenschaftlichen Fragestellungen, insbesondere wie sich die Forschung durch die Open-Science-Bewegung verändert.

## Auszeichnungen
- 2018: Top Paper Award of the International Communication Association (ICA)
- 2007: Aufnahme in das Eliteprogramm für Postdoktoranden der Baden-Württemberg Stiftung.
- 2007: Leibniz-Nachwuchspreis der Leibniz-Gemeinschaft[1]

## Schriften (Auswahl)
- mit C. Jacobsen, Frank Papenmeier: Edit blindness is not related to immersion and presence in Hollywood movies. In: Thalia R. Goldstein, Oshin Vartanian (Hrsg.): Psychology of Aesthetics, Creativity, and the Arts. American Psychological Association, 2023, ISSN 1931-3896, doi:10.1037/aca0000542 (englisch).
- mit Dina Rosenfelder, Maria Oberbeck, Martin Merkt, Frank Papenmeier, Tino G. K. Meitz: Cross-codal integration of bridging-event information in narrative understanding. In: Memory & Cognition. Band 48, 2020, S. 942–956, doi:10.3758/s13421-020-01039-z (englisch).
- mit Tino G. K. Meitz, Frank Papenmeier: Changes in Situation Models Modulate Processes of Event Perception in Audiovisual Narratives. In: Journal of Experimental Psychology: Learning, Memory, and Cognition. Band 40, Nr. 5, 2014, S. 1003–1015, doi:10.1037/a0036780 (englisch).
- mit Stephan Schwan: Do not cross the line: Heuristic spatial updating in dynamic scenes. In: Psychonomic Bulletin & Review. Band 9, 2012, S. 1065–1072, doi:10.3758/s13423-012-0293-z (englisch).